# Люби меня, если можешь
«Люби меня, если можешь» (кит. упр. 飛躍情海, пиньинь Fei yue qin hai) — тайваньская мелодрама 2003 года режиссёра Элис Вонг.

## Сюжет
Shao San работает в одном из кафе в городе на побережье моря. Однажды в город приезжает Shao Yin, её двоюродная сестра. Ей нужно заработать денег, потому что её отец проигрался в карты и много задолжал. Мать просит Shao San помочь сестре научиться работе в кафе. Shao Yin влюблена в сестру ещё с детства. Ей кажется, что их судьбы связаны, как судьбы «влюблённых бабочек», героев старой китайской легенды. Но она никак не может решиться выразить свои чувства, это выше её сил. Когда же она всё-таки решается, Shao San не готова её понять и принять. Shao Yin решает уехать домой. Но девушки попадают в руки местной мафии, и Shao Yin гибнет, спасая жизнь любимой.

## Актёрский состав
| В ролях            |  | Персонаж |
| ------------------ |  | -------- |
| Ariel Lin (林依晨) |  | Shao Yin |
| Элис Вонг          |  | Shao San |
| Дункан Чоу         |  | A Ben    |
| Chang Ming Hao     |  | Ta Chia  |
| Clair Chiu         |  | Chin     |
| Shea Yue Sha       |  | San Ma   |
| Kao Mon Che        |  | Ya Che   |
| May Lui            |  | She Shih |
| Chang Li Wei       |  | Chu Mu   |

## Награды
Фильм получил следующие награды:
| Награды                     | Награды | Награды    | Награды   | Награды    |
| --------------------------- | ------- | ---------- | --------- | ---------- |
| Фестиваль / Премия          | Год     | Награда    | Категория | Победитель |
| Fukuoka Asian Film Festival | 2004    | Grand Prix |           | Элис Вонг  |